# Фак (фильм)
«Фак» (англ. Fuck (буква u стилизована под ★ или *)) — американский документальный фильм 2005 года.

## Сюжет
Различные известные личности — лингвисты, комики, деятели искусств, музыканты, продюсеры, писатели, порноактёры, политики — рассуждают о социальном, политическом, историческом, лингвистическом, художественном значении слова «fuck».
В фильме присутствуют миниатюры Джорджа Карлина и Ленни Брюса, фрагменты ленты «Лицо со шрамом» (1983), выступлений группы Country Joe and the Fish на Вудстоке (1969), упоминаются судебное дело «Коэн против штата Калифорния» (1971) и происшествие «Нипплгейт» на Супербоуле XXXVIII (2004), присутствуют анимационные врезки Билла Плимптона.

## Известные личности
Все знаменитости в фильме появились камео. Среди них: Рейнхольд Аман, Стивен Бочко, Пэт Бун, Бенджамин Брэдли, Дрю Кэри, Чак Ди, Билли Коннолли, Сэм Дональдсон, Джанин Гарофало, Ice-T, Рон Джереми, Алан Кейес и многие другие.

## Факты
- Слово fuck в фильме упоминается больше 800 раз, то есть почти 9 раз в минуту[2]. В DVD-версии присутствует специальный счётчик, фиксирующий количество произношений этого слова в течение ленты[3][4].
- На Rotten Tomatoes фильм получил рейтинг в 55 % (по результатам 71 отзыва)[5].
- Премьерный показ в разных странах[6]:
  - США — 7 ноября 2005 (кинофестиваль Американского института киноискусства); 23 апреля 2006 (кинофестиваль в Ньюпорт-Бич); 10 ноября 2006 (ограниченный показ на широком экране)
  - Исландия — 22 августа 2007 (кинофестиваль «Зелёный свет»)
  - Япония — 30 октября 2007 (только в Токио); 10 ноября 2007 (остальная страна)
  - Южная Корея — 10 января 2008